# Ruhrbrücke Steele
Die Ruhrbrücke Steele ist eine Eisenbahnbrücke zwischen den heutigen Essener Stadtteilen Steele und Überruhr. Sie verlängert die Bahnstrecke Wuppertal–Essen-Überruhr der ehemaligen Prinz-Wilhelm-Eisenbahn seit 1863 bei Flusskilometer 44 über die Ruhr weiter nach Steele. Im Zweiten Weltkrieg gesprengt, wurde sie verändert wieder aufgebaut.

## Geschichte
Der aufkommende Ruhrbergbau und der Bedarf an Kohle im Bergischen Land waren im 19. Jahrhundert Veranlassung, ein wirtschaftliches Transportmittel einzurichten. So beschloss die Prinz-Wilhelm-Eisenbahn-Gesellschaft (kurz: PWE) 1840 ihre schon zehn Jahre zuvor errichtete Pferdebahn zu erweitern. Damit baute man ab Sommer 1844 die Verbindung von Steele über Langenberg bis hin nach Elberfeld. Sie wurde hauptsächlich für den Güterverkehr, aber auch zur Personenbeförderung genutzt. Bei Überruhr endete die Strecke an der Ruhr dort, wo ab 1861 die Ruhrbrücke gebaut wurde. Anstelle dieser gab es eine Fähre vom Endhaltepunkt mit dem Namen Steele gegenüber zum nördlichen Ruhrufer. Bei der vorläufigen Endstation Steele gegenüber, welche 1847 mit der Umstellung der Strecke auf Dampf in Betrieb ging, befand sich eine Drehscheibe zum Wenden der Dampflokomotiven.
Die Prinz-Wilhelm-Eisenbahn ging wegen finanzieller Probleme am 27. März 1854 per Vertrag an den Staat über. Am 1. Juni 1863 wurde die Ruhrbrücke nahe der damaligen Stadt Steele eröffnet. Und am 23. August des Jahres übernahm die Bergisch-Märkische Eisenbahn-Gesellschaft (kurz: BME) rechtlich die Strecke der ehemaligen Prinz-Wilhelm-Eisenbahn, die sie schon seit 1854 betrieb.
Mit Eröffnung der Ruhrbrücke Steele war die wirtschaftlich wichtige Verbindung zum bereits am 1. März 1862 eröffneten Teilstück der Bahnstrecke Dortmund–Duisburg der BME am Bahnhof Königssteele (zeitweise auch Steele Hbf, Steele Nord oder Essen-Steele genannt, heute Essen-Steele Ost) gegeben. Von dort war die ehemalige Prinz-Wilhelm-Eisenbahn nun ab 21. September 1863 auch mit der für den Ruhrbergbau wichtigen Strecke nach Bochum-Dahlhausen verbunden.
Am 1. Februar 1978 wurde die aufgeständerte Verbindungskurve von der Ruhrbrücke zum Bahnhof Essen-Steele West (heute Essen-Steele) eröffnet. Damit verkürzte sich der Weg von Wuppertal nach Essen, denn zuvor mussten alle Züge dieser Relation im Bahnhof Steele Ost Kopf machen. Nachdem die Nahverkehrslinie N9 die noch nicht elektrifizierte Strecke bediente, verkehrt seit Ende 2003 die S-Bahn-Linie S9 und zudem seit Ende 2019 die Regional-Express-Linie RE 49 über die Ruhrbrücke. Dies hat hinsichtlich der Kapazität keine Auswirkungen, da die Frequenz der S-Bahn auf einen Halbstundenrhythmus reduziert wurde. Der noch existierende alte Gleisstrang von der Ruhrbrücke zum Bahnhof Steele Ost wurde inzwischen stillgelegt.

## Bauwerk
Die ehemals zweigleisige Strecke überquert das Ruhrtal auf zwei Brücken, die durch einen etwa 270 Meter langen Damm miteinander verbunden sind. Die eine ist die eigentliche Strombrücke über die Ruhr, eine genietete Fachwerkbrücke aus Stahl, deren vier Felder mit einer Spannweite von jeweils 27,3 Metern zwischen den beiden Widerlagern auf drei aus Naturstein gemauerten Pfeilern ruhen. Heute fließt unter drei Feldern die Ruhr, unter dem südlichen vierten Feld verläuft die Langenberger Straße. Maßgeblich am Bau dieser Brücke beteiligt war die 1856 gegründete Cölnische Maschinenbau-AG. Im November 1862 wurden die Pfeiler fertiggestellt, bis Mitte Januar 1863 wurden die Überbauten montiert.
Nach Überruhr-Hinsel hin schließt sich die Flutbrücke an, eine mit Ruhrsandstein verkleidete Gewölbebrücke mit ursprünglich acht Bögen. Sie führt die Strecke über eine damals bei Hochwasser häufig überflutete Flussaue, die heute zur Trinkwassergewinnung genutzt wird. Die Aufschüttung des Damms zwischen den beiden Brücken begann bereits im August 1861, so dass dieses Teilstück im Oktober 1862 fertiggestellt war.
Im April 1863 wurden die Gleise in diesem Streckenabschnitt verlegt, worauf im Mai des Jahres die Belastbarkeit mithilfe zweier schwerer Lokomotiven geprüft wurde. Am 1. Juni 1863 wurde der fahrplanmäßige Eisenbahnverkehr über die Ruhr aufgenommen.
Im Jahr 1890 verkeilte sich bei einem Hochwasser ein aus einer Verankerung gelöster Schwimmkran an den beiden nördlichen Steinbögen der Flutbrücke, die dabei schwer beschädigt und deshalb durch die bis heute erhaltenen Überbauten aus Stahl ersetzt wurden. Seitdem hat die Flutbrücke nur noch sechs Steinbögen.
Kurz vor Ende des Zweiten Weltkriegs, am 8. April 1945, wurde die ursprüngliche zweigleisige Strombrücke von der Wehrmacht gesprengt. Tags drauf marschierten Einheiten der US-Army in Steele ein. Nach dem Krieg wurde die zerstörte Brücke durch eine eingleisige Stahlfachwerkbrücke ersetzt, die auf der östlichen Seite der alten Pfeiler aufliegt. Ein dadurch möglicher zweigleisiger Ausbau erfolgte jedoch bis heute nicht.

## Bilder

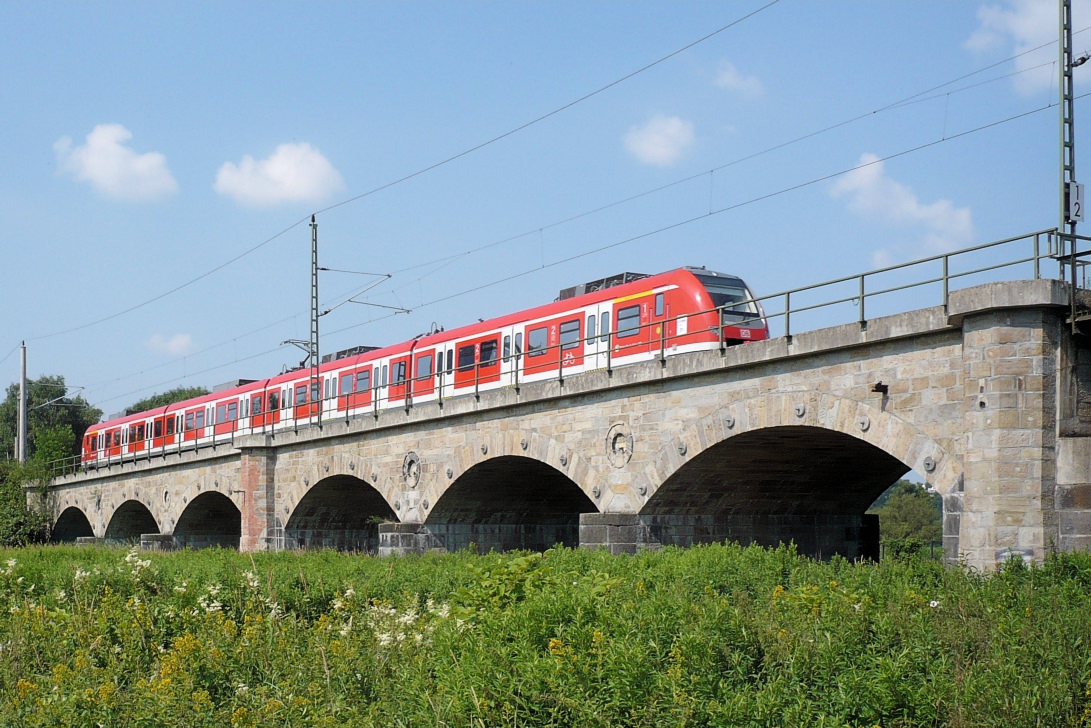
Flutbrücke mit der S-Bahn S9 (Baureihe 422)
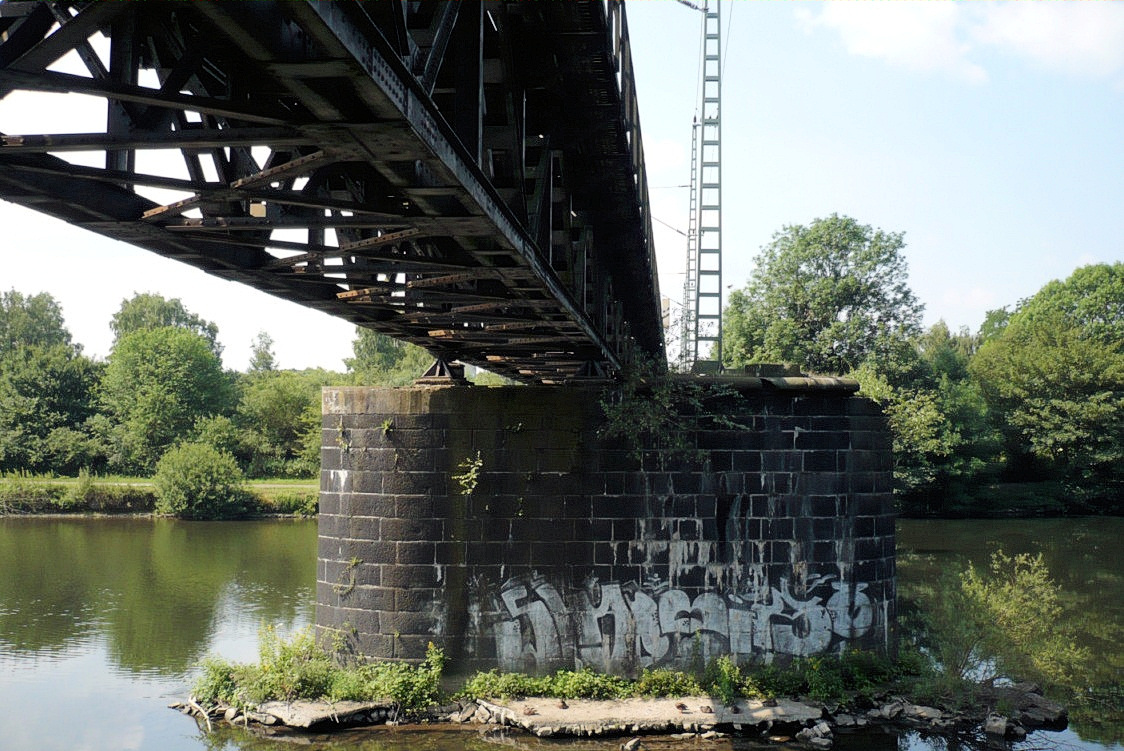
Brückenpfeiler der heute eingleisigen Strombrücke
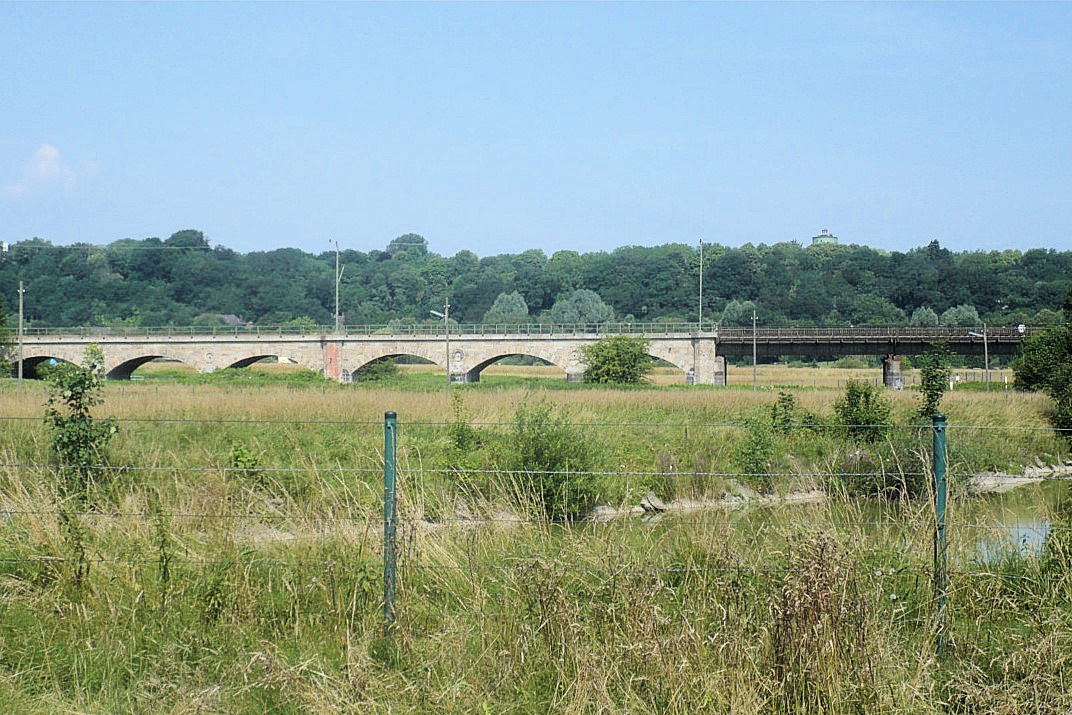
Flutbrücke, links sechs ursprüngliche Bögen, rechts der Stahlersatz nach dem Unfall von 1890
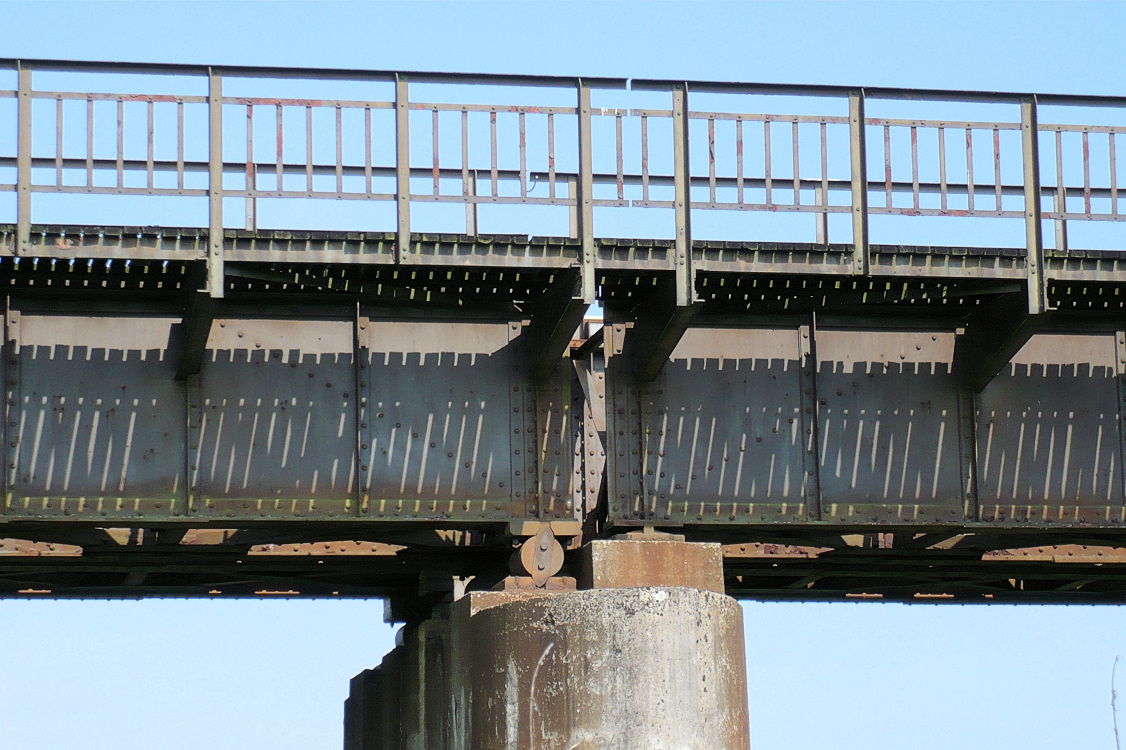
Stahlersatz nach dem Unfall von 1890